# 今関耕平
今関 耕平（いまぜき こうへい、1994年6月23日 - ）は、千葉県出身のサッカー選手。ポジションはFW。

## 来歴
桐蔭横浜大学から2017年にグルージャ盛岡に加入した。
2017年5月30日、盛岡市内の病院で手術を受け、右足アキレス腱断裂で全治6か月と診断された。
2018年11月23日、盛岡との契約を満了し、退団することが発表された。

## 所属クラブ
- 松尾SC
- ジェフユナイテッド千葉U-15
- ジェフユナイテッド千葉U-18
- 桐蔭横浜大学
- 2017年 - 2018年  グルージャ盛岡

## 個人成績
| 国内大会個人成績 | 国内大会個人成績 | 国内大会個人成績 | 国内大会個人成績 | 国内大会個人成績 | 国内大会個人成績 | 国内大会個人成績 | 国内大会個人成績 | 国内大会個人成績 | 国内大会個人成績 | 国内大会個人成績 | 国内大会個人成績 |
| 年度             | クラブ           | 背番号           | リーグ           | リーグ戦         | リーグ戦         | リーグ杯         | リーグ杯         | オープン杯       | オープン杯       | 期間通算         | 期間通算         |
| 年度             | クラブ           | 背番号           | リーグ           | 出場             | 得点             | 出場             | 得点             | 出場             | 得点             | 出場             | 得点             |
| 日本             | 日本             | 日本             | 日本             | リーグ戦         | リーグ戦         | リーグ杯         | リーグ杯         | 天皇杯           | 天皇杯           | 期間通算         | 期間通算         |
| ---------------- | ---------------- | ---------------- | ---------------- | ---------------- | ---------------- | ---------------- | ---------------- | ---------------- | ---------------- | ---------------- | ---------------- |
| 2017             | 盛岡             | 18               | J3               | 4                | 0                | -                | -                | 0                | 0                | 4                | 0                |
| 2018             | 盛岡             | 11               | J3               | 8                | 0                | -                | -                | 0                | 0                | 8                | 0                |
| 通算             | 日本             | 日本             | J3               | 12               | 0                | -                | -                | 0                | 0                | 12               | 0                |
| 総通算           | 総通算           | 総通算           | 総通算           | 12               | 0                | -                | -                | 0                | 0                | 12               | 0                |

- Jリーグ初出場 : 2017年3月12日 J3第1節・セレッソ大阪U-23（キンチョウスタジアム）
- Jリーグ初得点 :

## 指導歴
- 2019年 - 2020年  横浜FCアカデミー アシスタントフィジカルコーチ
- 2019年 -  千葉県立八千代高等学校サッカー部 フィジカルコーチ
- 2021年  大阪学院大学高等学校サッカー部 フィジカルコーチ
- 2021年  横浜FCアカデミー フィジカルコーチ
- 2020年 -  日テレ・東京ヴェルディベレーザ
  - 2020年 - 2021年 アシスタントフィジカルコーチ
  - 2022年 - フィジカルコーチ
- 2023年  南葛SC フィジカルコーチ